# Lee Dorrian
Lee Dorrian (nacido el 5 de junio de 1968) es un cantante oriundo de Coventry, Inglaterra. Inicialmente fue editor del fanzine Comitted Suicide, convirtiéndose en cantante y compositor de Napalm Death con el cual grabó el álbum From Enslavement to Obliteration y la segunda parte del álbum Scum. Abandonó la banda luego del lanzamiento del EP Mentally Murdered. Primero cantaba con el estilo «death grunt», pasando a adoptar un estilo más limpio al formar la banda de doom metal Cathedral, con quienes participó en el lanzamiento del álbum debut Forest of Equilibrium en 1991. También creó el sello discográfico, Rise Above Records, para publicar la música de Cathedral y otras bandas tales como Electric Wizard, Sally y Orange Goblin. Presentó un premio para Napalm Death en los Metal Hammer Golden Gods Awards 2007.
Cantó en el track Ice Cold Man para el proyecto Probot en 2003. También formó parte del proyecto musical Teeth of Lions Rule the Divine.
Está reseñado en Over the Madness, un documental del año 2007, del director Diran Noubar, en donde habla sobre la banda pionera del metal gótico Paradise Lost.
Lee Dorrian ha aparecido en el espectáculo televisivo británico Never Mind the Buzzcocks como huésped en la ronda «line-up». La ronda siguió un segmento corto de un video de Lee Dorrian actuando con Napalm Death, su estilo vocal gutural causó que los miembros de la audiencia empezaran a reírse.

## Influencias
El cita entre otros a Cal de Discharge y Pete Lyons de Antisect como sus principales influencias cuando inició a cantar con Napalm Death, así como Dean Jones de Extreme Noise Terror y Sakevi Yokoyama de GISM.

## Discografía

### Napalm Death
- 1987 – Scum (track 12–28)
- 1988 – From Enslavement to Obliteration
- 1988 – The Curse
- 1989 – Live
- 1989 – Mentally Murdered
- 1989 – Napalm Death/S.O.B. split 7"
- 1989 – The Peel Sessions (track 1–8)
- 1992 – Death by Manipulation (track 8–19)
- 2000 – The Complete Radio One Sessions (track 1–8)
- 2003 – Noise for Music's Sake (track 4, 14, 28–34, 45–51)

### Cathedral
- 1990 – In Memoriam
- 1991 – Demo # 2
- 1991 – Forest of Equilibrium
- 1992 – Soul Sacrifice
- 1993 – The Ethereal Mirror
- 1994 – Cosmic Requiem
- 1994 – In Memoriam
- 1995 – The Carnival Bizarre
- 1996 – Supernatural Birth Machine
- 1996 – Hopkins (The Witchfinder General)
- 1998 – Caravan Beyond Redemption
- 2001 – Endtyme
- 2002 – The VIIth Coming
- 2005 – The Garden of Unearthly Delights
- 2010 – The Guessing Game
- 2013 – The Last Spire

### Teeth of Lions Rule the Divine
- 2002 – Rampton

### Probot
- 2004 – Probot

### Paradise Lost
- 2002 - Symbol of Life (Track 2: Erased - Backing Vocals).

### With The Dead
- 2015 – With The Dead